# 최상일
최상일(1957년 10월 24일 ~ )은 대한민국 前 MBC 프로듀서이다. MBC 라디오의 토속민요를 발굴, 수집, 방송, 출판 프로젝트인 ‘한국민요대전’ 사업을 기획하고 총괄하였고, 광고 형식의 짧은 토속민요 프로그램 ‘우리의 소리를 찾아서’의 연출자로도 알려져 있다. 2015년에 MBC를 정년퇴직하고 2019년 11월부터 2년간 서울시가 만든 향토민요 박물관인 서울우리소리박물관의 초대 관장으로 재직한 뒤 퇴임하였다.

## 학력
- 서울대학교 사회학과 학사

## 경력
- 1981~2015 : MBC 프로듀서
- 2013~2018 : 성공회대 문화대학원 외래교수
- 2019.11~2021.11 : 서울우리소리박물관 초대 관장

## 방송
- MBC 표준FM 《한국민요대전》(1989 ~ 2008)
- MBC 표준FM 《우리의 소리를 찾아서》(1991 ~ 2014)
- MBC 표준FM 《최상일의 민속기행》(1999.4.4. ~ 2009.10.18)
- 국악방송 《세계의 전통음악》(2016.10.16. ~ 2019.9)